# Lubczyna (gmina)
Lubczyna – dawna gmina wiejska istniejąca w latach 1945–54 i 1973–76 w woj. szczecińskim (dzisiejsze woj. zachodniopomorskie). Siedzibą władz gminy było początkowo Komarowo, a następnie Lubczyna.
Gmina Lubczyna powstała w czerwcu 1945 na terenie tzw. Ziem Odzyskanych (tzw. III okręg administracyjny – Pomorze Zachodnie), jako jedna z 12 gmin zbiorowych, na które podzielono powiat nowogardzki. 28 czerwca 1946 gmina weszła w skład nowo utworzonego woj. szczecińskiego.
1 maja 1948 do gminy Lubczyna przyłączono gromady Załom i Czarna Łąka ze zniesionej gminy Załom w powiecie gryfińskim.
Według stanu z 1 lipca 1952 gmina składała się z 8 gromad: Borzysławiec (do 1952 Borzysław), Czarna Łąka, Kliniska Wielkie, Komarowo, Lubczyna, Łozienica, Rurzyca i Załom. Gmina została zniesiona 29 września 1954 wraz z reformą wprowadzającą gromady w miejsce gmin.
Jednostkę reaktywowano 1 stycznia 1973 w powiecie goleniowskim (utworzonym w 1954 roku, bezpośrednio po zniesieniu gmin) w tymże województwie. 1 czerwca 1975 gmina weszła w skład nowo utworzonego (mniejszego) woj. szczecińskiego. 2 lipca 1976 roku gmina została zniesiona przez połączenie jej terenów z dotychczasową gminą Goleniów w nową gminę Goleniów.